# ملبورن (فلوريدا)
ملبورن (بالإنجليزية: Melbourne)‏ هي مدينة أمريكية تقع في ولاية فلوريدا. ويبلغ عدد سكانها 76068 نسمة حسب إحصاء سنة 2010 م 76068.

## المناخ
يظهر الجدول التالي التغييرات المناخية على مدار السنة لملبورن:
| البيانات المناخية لـملبورن          | البيانات المناخية لـملبورن | البيانات المناخية لـملبورن | البيانات المناخية لـملبورن | البيانات المناخية لـملبورن | البيانات المناخية لـملبورن | البيانات المناخية لـملبورن | البيانات المناخية لـملبورن | البيانات المناخية لـملبورن | البيانات المناخية لـملبورن | البيانات المناخية لـملبورن | البيانات المناخية لـملبورن | البيانات المناخية لـملبورن | البيانات المناخية لـملبورن |
| الشهر                               | يناير                      | فبراير                     | مارس                       | أبريل                      | مايو                       | يونيو                      | يوليو                      | أغسطس                      | سبتمبر                     | أكتوبر                     | نوفمبر                     | ديسمبر                     | المعدل السنوي              |
| ----------------------------------- | -------------------------- | -------------------------- | -------------------------- | -------------------------- | -------------------------- | -------------------------- | -------------------------- | -------------------------- | -------------------------- | -------------------------- | -------------------------- | -------------------------- | -------------------------- |
| الدرجة القصوى °ف (°م)               | 89 (32)                    | 92 (33)                    | 93 (34)                    | 97 (36)                    | 99 (37)                    | 101 (38)                   | 102 (39)                   | 101 (38)                   | 98 (37)                    | 96 (36)                    | 91 (33)                    | 93 (34)                    | 102 (39)                   |
| متوسط درجة الحرارة الكبرى °ف (°م)   | 71.4 (21.9)                | 73.6 (23.1)                | 76.8 (24.9)                | 80.4 (26.9)                | 85.1 (29.5)                | 88.6 (31.4)                | 90.0 (32.2)                | 89.7 (32.1)                | 87.7 (30.9)                | 83.5 (28.6)                | 78.1 (25.6)                | 73.2 (22.9)                | 81.5 (27.5)                |
| متوسط درجة الحرارة الصغرى °ف (°م)   | 50.5 (10.3)                | 53.3 (11.8)                | 56.9 (13.8)                | 61.0 (16.1)                | 67.7 (19.8)                | 72.1 (22.3)                | 73.1 (22.8)                | 73.6 (23.1)                | 73.2 (22.9)                | 68.3 (20.2)                | 60.4 (15.8)                | 53.8 (12.1)                | 63.7 (17.6)                |
| أدنى درجة حرارة °ف (°م)             | 19 (−7)                    | 27 (−3)                    | 30 (−1)                    | 35 (2)                     | 47 (8)                     | 55 (13)                    | 60 (16)                    | 60 (16)                    | 57 (14)                    | 41 (5)                     | 30 (−1)                    | 21 (−6)                    | 19 (−7)                    |
| الهطول إنش (مم)                     | 2.22 (56)                  | 2.38 (60)                  | 3.21 (82)                  | 2.06 (52)                  | 3.16 (80)                  | 6.43 (163)                 | 5.73 (146)                 | 7.18 (182)                 | 7.05 (179)                 | 4.89 (124)                 | 2.93 (74)                  | 2.36 (60)                  | 49.59 (1٬260)              |
| متوسط أيام هطول الأمطار (≥ 0.01 in) | 7.4                        | 7.5                        | 7.8                        | 5.9                        | 7.4                        | 12.7                       | 12.2                       | 14.2                       | 13.6                       | 10.8                       | 8.4                        | 8.0                        | 115.9                      |
| المصدر: NOAA                        |                            |                            |                            |                            |                            |                            |                            |                            |                            |                            |                            |                            |                            |

## أعلام
- جيمس دبليو. وود
- جو كوهن
- تايلور روان
- برايان كاربنتر
- ألان لوفليس
- بيتي هاي
- جيم موريسون
- توم راب
- هانز فون أوهاين
- برنارد س. ويبر